# BLG Wonen
BLG Wonen was een Nederlandse hypotheekaanbieder, gevestigd in Sittard. BLG Wonen is sinds 2017 onderdeel van de Volksbank, samen met de RegioBank, ASN en SNS. Per 1 juli 2025 is de naam "de Volksbank" gewijzigd naar "ASN Bank". Deze is volledig in handen van de Nederlandse overheid.

## Geschiedenis
Het is van oorsprong een Limburgs bedrijf, dat in 1954 op initiatief van dertien gemeenten werd opgericht als Intercommunaal Bouwfonds te Geleen voor de Westelijke Mijnstreek om mijnwerkers de kans te geven een eigen woning te vinden door middel van langdurige hypotheken met een lage rente. In 1958 werd de Stichting Bemiddelend Orgaan (SBOL) geïntegreerd in het bouwfonds. Gemeenten werden wettelijk verplicht advies in te winnen met betrekking verstrekken van gemeentegaranties bij hypotheken.
In 1965 werd de naam veranderd in Bouwfonds Limburgse Gemeenten (BLG) toen 17 gemeenten uit het midden van Limburg zich aansloten nadat het Bouwfonds Roermond haar activiteiten staakte.
In 1970 kwam het BLG in het nieuws nadat twee PvdA-kamerleden vragen hadden gesteld over het toestaan van de hypotheekconstructie “Inbouwhypotheek” van het Bouwfonds, waarbij voor de gehele duur van de hypotheek een gelijkblijvende annuïteit werd berekend na aftrek van de contante waarde van de rijksbijdragen.
Het BLG profiteerde van de toenemende woningbouw in Zuid-Limburg in de jaren 70 en bereikte, ondanks de woningbouwcrisis die in 1979 zijn intrede deed, in 1981 een mijlpaal van 60.000 hypotheken voor woningen in Zuid-Limburg.
In 1986 startte het BLG gesprekken met het Bouwfonds Nederlandse Gemeenten (BNG) dat gevestigd was in Hoevelaken, over intensievere samenwerking op het gebied van hypotheekproducten en aansluiting van gemeenten. Dit leidde mede tot een verdere groei in het aantal afgesloten hypotheken.

## Overname door SNS bank
In 1992 kwam het overnamebod van de SNS Bank (nu De Volksbank) die bereid was 269 miljoen gulden te betalen voor het Bouwfonds Limburgse Gemeenten. Eind 1993 kwam het Bouwfonds, na goedkeuring van de 56 aangesloten Limburgse gemeenten en na de nodige politieke discussie, uiteindelijk in handen van de SNS.